# Stadsregio Arnhem-Nijmegen
Die Stadsregio Arnhem-Nijmegen (kurz SAN; deutsch Stadtregion Arnheim-Nimwegen), vorher Knooppunt Arnhem-Nijmegen (KAN), war eine Plusregio (Agglomeration) im Osten der Niederlande. Sie wurde 2006 als Zusammenschluss der Städte Arnhem (deutsch Arnheim) und Nijmegen und umliegender Gemeinden gegründet. Zum 1. Januar 2015 wurde sie wieder aufgelöst. Die ökonomische Perspektive der SAN war es, sich zur (inter-)nationalen/europäischen multimodalen Transportregion zu entwickeln. Bestandteil dieser Vision war das Programm Stadsregiorail, das die Anbindung im öffentlichen Personennahverkehr u. a. durch die Errichtung neuer Bahnhöfe verbessern sollte. Der regionale Strukturplan legte dazu für die 20 Gemeinden verbindlich die zukünftige räumliche Entwicklung fest.
Bereits seit Beginn der 1990er Jahre arbeiten insbesondere die Wirtschaftsförderer und die Verwaltungsspitzen der Städte Arnhem, Nijmegen, Kleve und Emmerich enger zusammen im A.N.K.E.- Städtenetz.
Statistisch wird die Stadsregio nach NUTS mit der Bezeichnung „NL226 Arnhem/Nijmegen“ versehen.

## Gemeinden
Zum Zeitpunkt der Auflösung gehörten folgende Gemeinden zur Stadsregio Arnhem-Nijmegen:
| Gemeinde              | Einwohnerzahl (Stand: 31. Dez. 2014) | Fläche (in km²) |
| --------------------- | ------------------------------------ | --------------- |
| Arnhem                | 152.293                              | 101,54          |
| Beuningen             | 25.282                               | 47,09           |
| Doesburg              | 11.355                               | 12,96           |
| Duiven                | 25.548                               | 35,19           |
| Groesbeek             | 18.963                               | 44,14           |
| Heumen                | 16.383                               | 41,54           |
| Lingewaard            | 45.788                               | 69,14           |
| Millingen aan de Rijn | 5879                                 | 10,27           |
| Montferland           | 35.150                               | 106,63          |
| Mook en Middelaar     | 7762                                 | 18,81           |
| Nijmegen              | 170.681                              | 57,6            |
| Overbetuwe            | 46.833                               | 115,08          |
| Renkum                | 31.408                               | 47,23           |
| Rheden                | 43.625                               | 84,35           |
| Rijnwaarden           | 10.912                               | 48,08           |
| Rozendaal             | 1509                                 | 27,92           |
| Ubbergen              | 9416                                 | 38,88           |
| Westervoort           | 14.992                               | 7,84            |
| Wijchen               | 40.886                               | 69,56           |
| Zevenaar              | 32.265                               | 58,00           |